# 真境名安興

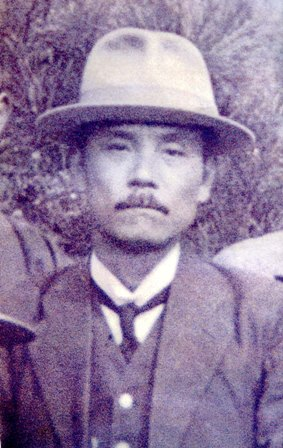
真境名安興

真境名 安興（まじきな あんこう、1875年5月20日〈同治14年4月15日〉 - 1933年〈昭和8年〉12月28日）は、ジャーナリスト、歴史学者、沖縄学の研究者。伊波普猷、東恩納寛惇とともに、戦前の沖縄学における「御三家」と呼ばれる。著書に「沖縄一千年史」など。。

## 概要
五大姓の一つ、毛氏池城殿内（元祖・新城親方安基）の支流・毛氏真境名家（系祖・玉城里之子親雲上安暉）の分家13世。父・真境名安布、母・毛氏真牛の次男として首里桃原村（現・桃原町）に生まれる。唐名は毛居易、童名は樽金（タルガネ）。長兄・安宏が真境名本家の養子となったため、安興が父・安布の家督を継いだ。
首里小学校を経て、沖縄県師範学校附属小学校に学び、1891年（明治24年）に沖縄県尋常中学校（のちの県立一中、現・沖縄県立首里高等学校）へ進学した。同期には、生涯の学友となる伊波普猷がいた。尋常中学校ストライキ事件のリーダーの一人になり退学処分となるが、後に復学が許されて卒業した。
卒業後は、琉球新報、沖縄毎日新聞、沖縄朝日新聞各社を渡りあるき、記者を務める。1898年（明治31年）、沖縄県首里区書記の職に就き、以後官吏生活に入る。1924年（大正13年）、伊波普猷の後を継いで県立沖縄図書館の二代目館長に就任した。
著作に伊波普猷との共著『琉球の五偉人』（1916年）、『沖縄女性史』（1919年）、代表作に『沖縄一千年史』（1923年）などがある。博覧強記を誇り、「沖縄史の百科事典」と呼ばれた。

## 著作

### 単著
- 『沖縄教育史要』沖縄書籍販売社、1965年9月。 NCID BN06205067。全国書誌番号:71009555。
- 『沖縄現代史 沖縄一千年史姉妹篇』琉球新報社、1967年8月。 NCID BN07915738。全国書誌番号:73013725。

### 共著
- 伊波普猷、真境名安興『琉球之五偉人』小沢書店、1916年7月。 NCID BN11567103。全国書誌番号:43023335 全国書誌番号:57012002。
  - 伊波普猷、真境名安興『沖縄史の五人』琉球新報社、1974年5月。 NCID BN1144905X。全国書誌番号:73009097 全国書誌番号:73009847。
- 島倉竜治、真境名安興『沖縄一千年史』日本大学、1923年6月。 NCID BN10959061。全国書誌番号:43043018 全国書誌番号:54007867。
  - 島倉竜治、真境名安興『沖縄一千年史』琉球史料研究会、1966年12月。 NCID BA38499283。全国書誌番号:73014965。

### 全集
- 『真境名安興全集』 第1巻、琉球新報社、1993年2月。 NCID BN08798538。全国書誌番号:21075225。
- 『真境名安興全集』 第2巻、琉球新報社、1993年2月。 NCID BN08798538。全国書誌番号:21075226。
- 『真境名安興全集』 第3巻、琉球新報社、1993年2月。 NCID BN08798538。全国書誌番号:21075229。
- 『真境名安興全集』 第4巻、琉球新報社、1993年2月。 NCID BN08798538。全国書誌番号:21075230。